# オレクサンドル・クリク
オレクサンドル・ヴァシーリイェヴィチ・クリク（ウクライナ語: Олександр Васильович Кулик、1957年5月24日 - 2022年3月1日）は、旧ソビエト連邦及びウクライナの自転車競技選手のコーチだった人物。2022年ロシアのウクライナ侵攻により死亡した。

## 経歴
スームィ州Середина-Будаに生まれる。1979年に当時のキエフ州体育研究所（現在のウクライナ体育スポーツ国立大学）を卒業。
1988年ソウルオリンピックにソビエト連邦選手団の一員として参加し、金メダルを取ったキーウ出身の自転車競技選手アレクサンドル・キリチェンコのコーチを務めた。ソ連崩壊・ウクライナ独立後の2000年シドニーオリンピックにはウクライナ選手団の一員として参加し、銀メダルを取ったオレクサンドル・フェデンコのコーチを務めた。
その後公共株式会社のスポーツ学校の校長をしていた。ウクライナ侵攻中の2022年3月1日、スームィの住民の避難を手伝っている最中に死亡した。ウクライナ自転車競技連盟は彼の死亡を確認した。